# چهمبر
چهمبر (به انگلیسی: Chhimber) یک روستا در پاکستان است که در پنجاب واقع شده‌است.